# Air de cour
L'air de cour era un tipo di musica profana vocale molto popolare in Francia fra il tardo rinascimento ed il primo barocco 1570-1650. Questo fu il principale stile di canto profano in Francia dal 1610 al 1635 durante il regno di Luigi XIII. L'espressione emotiva dell'air de cour, comparata con i madrigali italiani, risulta fredda, classica e riservata secondo il gusto francese di quel tempo. Il registro vocale è di solito limitato ad una ottava; dissonanze e cromatismi sono rari.
L'influenza dell'air de cour si espande anche al di fuori della Francia.
Raccolte vengono pubblicate in Germania e in Inghilterra dove le traduzioni erano molto diffuse come attestato da diverse pubblicazioni e copie.
L'atmosfera di queste canzoni è molto diversa dalle lute song inglesi.

## Storia
La prima volta che venne usata l'espressione air de cour fu in una raccolta di musiche di Adrian Le Roy Airs de cour miz sur le luth, pubblicata nel 1571.
Le prime opere di questo tipo erano per voce solista accompagnata dal liuto. Più avanti, verso la fine del XVI secolo, quattro o cinque voci - accompagnate o meno da uno strumento - erano la regola in questo tipo di composizione. Poi, verso la metà del XVII secolo le composizioni erano tornate ad essere per una sola voce accompagnata da uno strumento. A cominciare dal 1608 le raccolte di air de cour iniziarono a includere alcuni brani dei ballet de cour, una forma di ballo tipica della corte di Francia.
Dal punto di vista musicale avevano una struttura strofica ovvero sulla stessa linea di canto venivano cambiati i versi del testo. Mentre i primi lavori erano polifonici mentre dopo il 1610 la musica era prevalentemente omofonica cantata sillabando e senza seguire alcuna metrica.
Esistono comunque delle raccolte che si discostano sensibilmente da questa consuetudine; molti editori nel corso del XVII secolo hanno pubblicato air de cour monofoniche accompagnate da uno strumento.
Fra queste si ricorda una raccolta in otto volumi dell'editore Le Roy & Ballard.
L'air de cour, sorprendentemente,  fu scarsissimamente influenzata dalla musica italiana del primo barocco impostata sulla monodia e sul madrigale oltre che sulla polifonia e il concertato. Ed è tanto più sorprendente in quanto molti musicisti italiani lavoravano in Francia e la forma polifonica e di concertato usata nei madrigali italiani aveva influenzato molto la musica in Germania.

## Compositori
- Adrian le Roy (c.1520 – 1598)
- Nicolas de la Grotte (1530 – c.1600)
- Jacques Mauduit (1557 – 1627)
- Pierre Guédron (c.1570 – c.1620)
- Antoine Boësset (1586 – 1643)
- Étienne Moulinié (c.1600 – c.1669)
- Jean de Cambefort (c.1605 – 1661)
- Gabriel Bataille (c.1575 – 1630)